# Kup Hrvatske u hokeju na travi za muškarce 2007.
Kup Hrvatske u hokeju na travi 2007.

## Rezultati

### Četvrtzavršnica
- 1. susreti

- uzvratni susreti

### Poluzavršnica
- 1. susreti

- uzvratni susreti

### Završnica
9. lipnja

Mladost - Marathon 5:1 (.:.)
Osvajač hrvatskog kupa za 2007. je zagrebačka Mladost.